# Hellshire Hills
Hellshire Hills är kullar i Jamaica.   De ligger i parishen Parish of Saint Catherine, i den sydöstra delen av landet, 20 km sydväst om huvudstaden Kingston. Hellshire Hills ligger på ön Jamaica.